# Tumbleweed Connection
Tumbleweed Connection je třetí studiové album Eltona Johna. Jeho nahrávání probíhalo v květnu 1970 ve studiu Trident Studios v Londýně. Album pak vyšlo v říjnu stejného roku u vydavatelství DJM (UK)/Uni Records (US). Album produkoval Gus Dudgeon. V žebříčku 500 nejlepších alb všech dob časopisu Rolling Stone se album umístilo na 458. místě.

## Seznam skladeb
Autory všech skladeb jsou Elton John a Bernie Taupin, pokud není uvedeno jinak.
| Pořadí | Název                      | Autor         | Délka |
| ------ | -------------------------- | ------------- | ----- |
| 1.     | Ballad of a Well-Known Gun |               | 4:59  |
| 2.     | Come Down in Time          |               | 3:25  |
| 3.     | Country Comfort            |               | 5:06  |
| 4.     | Son of Your Father         |               | 3:48  |
| 5.     | My Father's Gun            |               | 6:20  |
| 6.     | Where to Now St. Peter?    |               | 4:11  |
| 7.     | Love Song                  | Lesley Duncan | 3:41  |
| 8.     | Amoreena                   |               | 5:00  |
| 9.     | Talking Old Soldiers       |               | 4:06  |
| 10.    | Burn Down the Mission      |               | 6:22  |

| Bonusy na reedici z roku 1995 | Bonusy na reedici z roku 1995           | Bonusy na reedici z roku 1995 |
| Pořadí                        | Název                                   | Délka                         |
| ----------------------------- | --------------------------------------- | ----------------------------- |
| 11.                           | Into the Old Man's Shoes                | 4:02                          |
| 12.                           | Madman Across the Water (původní verze) | 8:51                          |

| Bonusy na reedici z roku 2008 | Bonusy na reedici z roku 2008                                        | Bonusy na reedici z roku 2008 |
| Pořadí                        | Název                                                                | Délka                         |
| ----------------------------- | -------------------------------------------------------------------- | ----------------------------- |
| 11.                           | There Goes a Well Known Gun                                          | 3:27                          |
| 12.                           | Come Down in Time (piano demo)                                       | 3:21                          |
| 13.                           | Country Comfort (piano demo)                                         | 4:12                          |
| 14.                           | Son of Your Father (piano demo)                                      | 4:13                          |
| 15.                           | Talking Old Soldiers (piano demo)                                    | 4:13                          |
| 16.                           | Into the Old Man's Shoes (piano demo)                                | 3:40                          |
| 17.                           | Sisters of the Cross                                                 | 4:38                          |
| 18.                           | Madman Across the Water (původní verze; Mick Ronson hraje na kytaru) | 8:52                          |
| 19.                           | Into the Old Man's Shoes (BBC session)                               | 4:06                          |
| 20.                           | My Father's Gun (BBC session)                                        | 3:43                          |
| 21.                           | Ballad of a Well-Known Gun (BBC session)                             | 4:36                          |
| 22.                           | Burn Down the Mission (BBC session)                                  | 6:52                          |
| 23.                           | Amoreena (BBC session)                                               | 5:12                          |

## Obsazení
- Elton John – klavír, varhany, klávesy, zpěv
- Caleb Quaye – kytara
- Roger Pope – bicí
- Dave Glover – baskytara, doprovodný zpěv
- Herbie Flowers – baskytara
- Dee Murray – baskytara, doprovodný zpěv
- Nigel Olsson – bicí, doprovodný zpěv
- Barry Morgan – bicí
- Gordon Huntley – steel kytara
- Brian Dee – varhany
- Ian Duck – harmonika
- Lesley Duncan – akustická kytara, zpěv, doprovodný zpěv
- Mike Egan – akustická kytara
- Kay Garner – doprovodný zpěv
- Tammi Hunt – doprovodný zpěv
- Tony Burrows – doprovodný zpěv
- Dusty Springfield – doprovodný zpěv
- Madeline Bell – doprovodný zpěv
- Paul Buckmaster – dirigent

## Externí odkazu
- Texty a české překlady písní z alba Tumbleweed Connection Archivováno 13. 10. 2013 na Wayback Machine.